# Testicolo retrattile
Il testicolo retrattile è una forma di criptorchidismo parziale che può interessante ambo i testicoli, oppure uno solo dei due.

## Clinica
Alla palpazione scrotale il testicolo retrattile appare più in alto del normale, tuttavia con adeguate manovre è possibile farlo terminare nello scroto; tuttavia abbastanza rapidamente, dopo l'interruzione della manovra, il testicolo retrattile tende a tornare nella sede di collocazione originaria. Nella maggior parte dei casi il testicolo retrattile si presenta ipotrofico, fino a essere atrofico nei casi più severi.

## Terapie
La somministrazione di farmaci, specie le gonadotropine, può portare a dei miglioramenti della condizione patologica; per la soluzione definitiva rimane tuttavia necessario l'intervento chirurgico nella maggior parte dei casi.